# Biểu đồ pha

Giản đồ chuyển pha nhiệt độ/áp suất của nước được đơn giản hóa

Một biểu đồ pha trong hóa lý, kỹ thuật, khoáng vật học, và khoa học vật liệu là một loại biểu đồ dùng để cho thấy các điều kiện, chẳng hạn áp suất, nhiệt độ, thể tích... mà tại đó các pha riêng biệt về nhiệt động học (chẳng hạn các trạng thái rắn, lỏng hay khí) xảy ra và cùng tồn tại trong cân bằng.

## Tổng quan
Các thành phần phổ biến của một giản đồ pha gồm các đường cân bằng hay ranh giới pha, chỉ những đường đánh dấu những điều kiện mà tại đó hai hay nhiều pha có thể cùng tồn tại cân bằng. Sự chuyển pha xảy ra trên những đường cân bằng. Các pha cận ổn định không được thể hiện trên biểu đồ pha.
Điểm ba là những điểm trên giản đồ pha nơi mà những đường cân bằng giao nhau. Điểm ba đánh dấu điều kiện mà ba pha khác nhau có thể cùng tồn tại. Ví dụ, biểu đồ pha của nước có một điểm ba tương ứng với một nhiệt độ và áp suất mà nước ở thể rắn, lỏng, và khí có thể cùng tồn tại ở trạng thái cân bằng ổn định (nhiệt độ 273,16 K và áp suất hơi riêng phần 611,657 Pa).
Nhiệt độ solidus là nhiệt độ mà ở dưới đó chất ổn định ở trạng thái rắn. Nhiệt độ liquidus là nhiệt độ mà ở trên đó chất ổn định ở trạng thái lỏng. Có thể có một khoảng giữa nhiệt độ solidus và liquidus; ở trong khoảng này, chất bao gồm một hỗn hợp tinh thể và chất lỏng.
Các lưu chất làm việc thường được phân loại dựa trên hình dạng của biểu đồ pha của chúng.

## Các loại

### Biểu đồ pha hai chiều

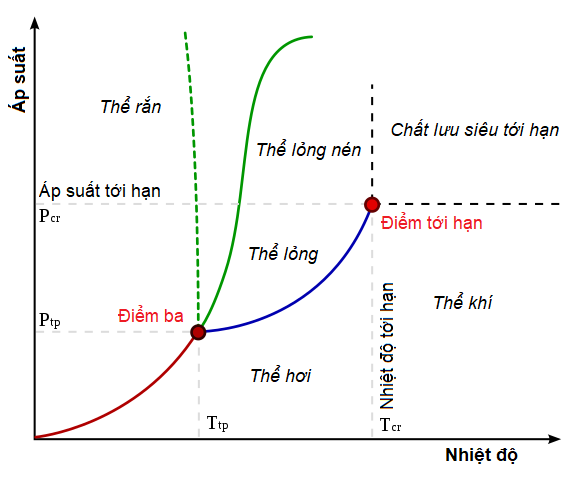
Một biểu đồ pha điển hình. Đường màu xanh lục nét liền cho thấy trạng thái của điểm nóng chảy đối với hầu hết các chất, đường màu xanh lục nét đứt cho thấy tính chất đặc biệt của nước. Đường màu đỏ cho thấy nhiệt độ thăng hoa và đường màu xanh lam cho thấy điểm sôi, và chúng biến đổi với áp suất như thế nào.

#### Áp suất theo nhiệt độ
Các biểu đồ pha đơn giản nhất là các biểu đồ áp suất–nhiệt độ của một chất đơn giản duy nhất, chẳng hạn nước. Hai trục tương ứng với áp suất và nhiệt độ. Biểu đồ pha cho thấy, trên không gian áp suất–nhiệt độ, các đường cân bằng hay ranh giới pha giữa các trạng thái rắn, lỏng, và khí.
Các đường cong trên biểu đồ pha cho thấy những điểm mà năng lượng tự do (và một vài tính chất có thể suy ra khác) trở nên phi giải tích: các đạo hàm riêng của chúng theo các tọa độ (trong trường hợp này là nhiệt độ và áp suất) thay đổi gián đoạn. Ví dụ, nhiệt dung của một bình chứa đầy băng sẽ đột ngột thay đổi khi bình chứa được làm nóng qua điểm nóng chảy. Những khoảng mở, nơi hàm năng lượng tự do là giải tích, tương ứng với vùng đơn pha. Những vùng đơn pha được ngăn cách bởi các đường với tính phi giải tích, nơi sự chuyển pha  xảy ra, còn được gọi là ranh giới pha.
Trong biểu đồ bên phải, ranh giới giữa pha lỏng và khí không kéo dài vô hạn. Thay vào đó, nó kết thúc tại một điểm trên biểu đồ pha được gọi là điểm tới hạn. Điều này thể hiện rằng trong thực tế, ở áp suất và nhiệt độ cực cao, các pha lỏng và khí trở nên không phân biệt, khi đó còn được gọi là chất lưu siêu tới hạn. Đối với nước, điểm tới hạn xảy ra ở quanh Tc = 647,096 K (373,946 °C), pc = 22,064 MPa (217,75 atm) và ρc = 356 kg/m³.